# Reparto comando e supporti tattici "Julia"
Il Reparto comando e supporti tattici è un reparto della Brigata alpina "Julia", con il compito di assicurare il funzionamento del comando della brigata, per gli aspetti logistici e comunicazione.

## Storia
Nel 1939 viene inserita nella divisione Alpina "Julia",, il 27 ottobre 1940 viene trasformata in 3º Battaglione Misto Genio "Julia" e parte al seguito della divisione "Julia" per il fronte greco, nell'agosto del 1942 il battaglione viene trasferito sul fronte russo i reduci alla fine della ritirata sono un piccolo manipolo e il battaglione viene sciolto.
Il 1º maggio 1950, viene costituito un plotone comando della Brigata Alpina "Julia" e nel giugno dello stesso anno la prima compagnia collegamenti, erede delle tradizioni del 113º telefonisti e marconisti. Attraverso diverse trasformazioni si arriva al 1992 quando viene costituito il Reparto Comando e Supporti Tattici il quale inquadra la compagnia comando e servizi, la compagnia trasmissioni e la compagnia genio guastatori "Julia", la quale con l'inserimento del 2º Reggimento genio guastatori alpino, nell'organico della brigata, viene sciolta.

## Organizzazione
- Reparto Comando
- Compagnia di supporto logistico,
- Compagnia trasmissioni,
- Sezione Meteomont
- Squadre Search and Rescue

## Onorificenze
Alla bandiera del 3º Battaglione Misto Genio "Julia"
- 1 Medaglia di Bronzo al valor militare sul fronte greco il 5 novembre 1940
- 1 Medaglia di Bronzo al valor militare sul fronte libanese il 7 settembre 2007
- 1 Medaglia d'Argento al valor militare sul fronte russo il 15 settembre 1942

## Equipaggiamento
Il reparto dispone di mezzi per il trasporto sia di personale che delle stazioni radio, di gruppi elettrogeni per l'autosufficienza energetica.

L'equipaggiamento, l'armamento del reparto fanno parte dello standard delle forze armate.

## Fanfara
Nata nel 1967 esegue il suo primo concerto 1º ottobre, composta da un mazziere e 42 elementi la maggior parte di leva, disloca a Udine, ha un repertorio militare nel quale spiccano La Marcia del Principe Eugenio, La leggenda del Piave, ed in particolare Inno degli Alpini (Trentatré), Tranta sold e Montegrappa, inoltre vengono suonati pezzi di Gioachino Rossini, Giacomo Puccini, Giuseppe Verdi, Glenn Miller, Ennio Morricone e George Gershwin.